# شماره سریال

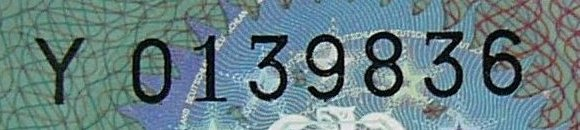
شماره سریال یک شناسنامهٔ آلمانی.

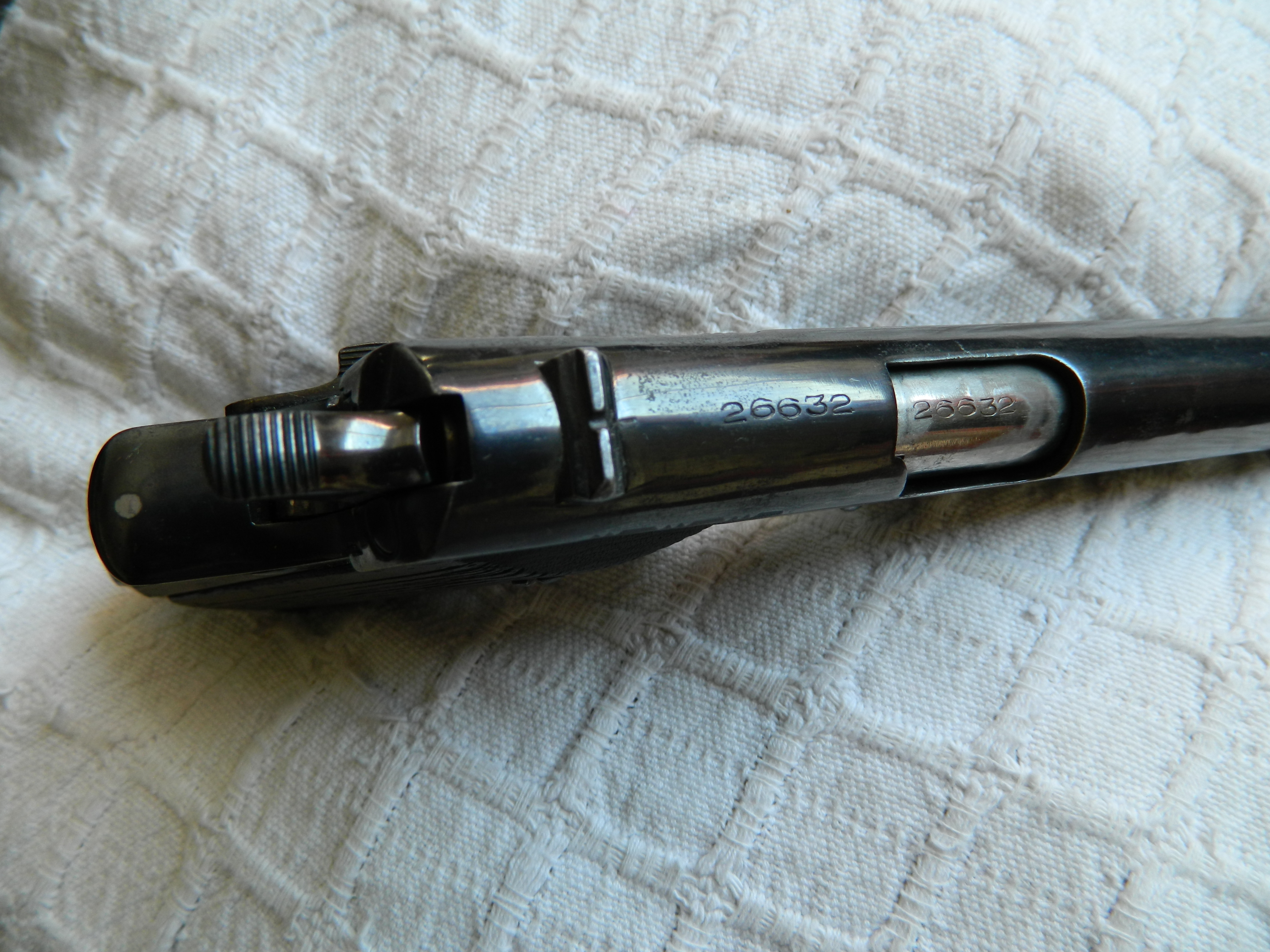
شماره سریال یک سلاح گرم. در این مورد، یک تپانچهٔ نیمه اتوماتیک

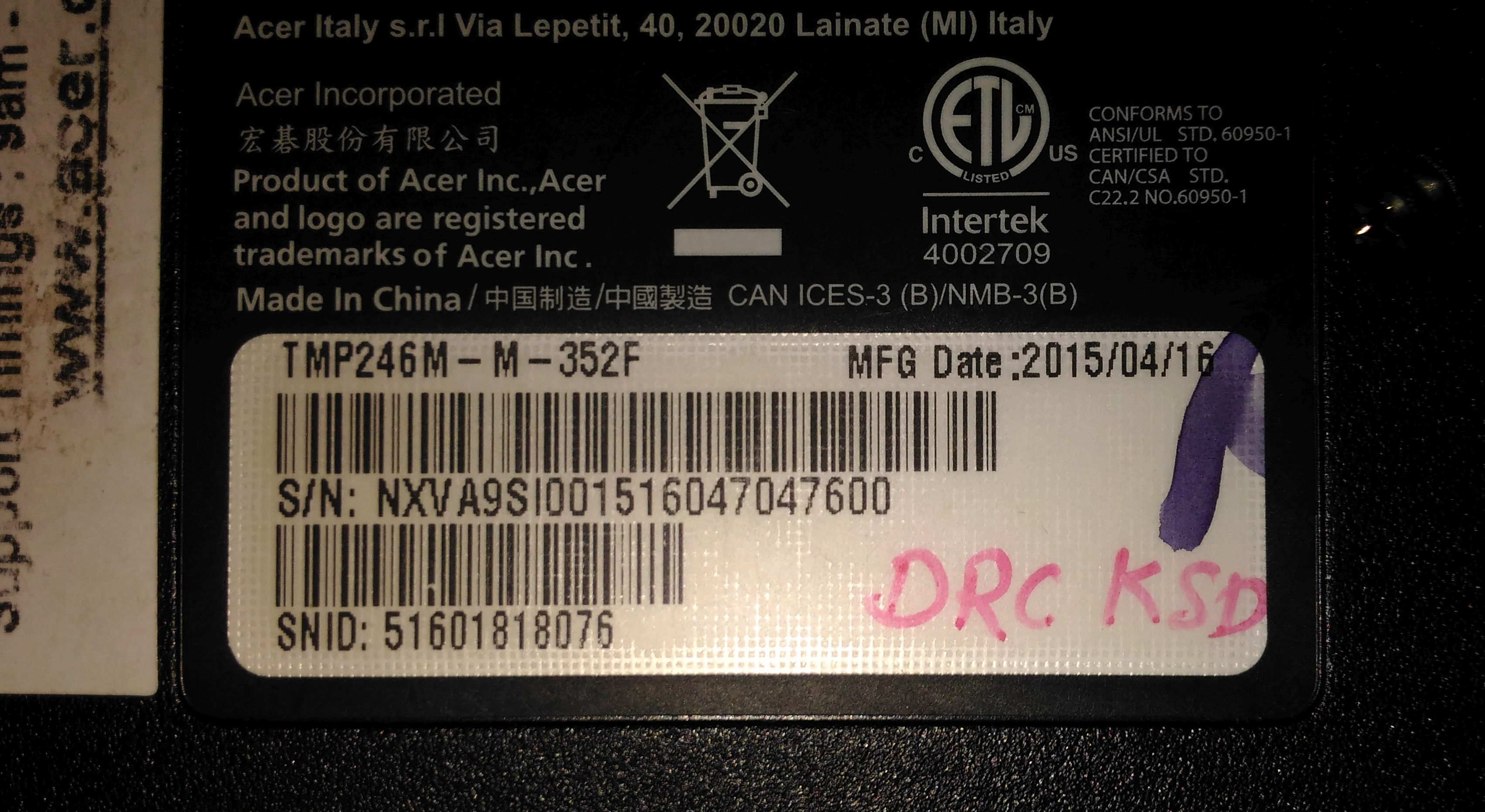
شماره سریال یک رایانهٔ لپ تاپ

شماره سریال انگلیسی: Serial number، یک شناسهٔ «منحصر به فرد» است که به صورت افزایشی یا پی‌درپی برای/ به یک مورد ویژه اختصاص داده می‌شود، تا آن را به‌عنوان یک منحصر به فرد قابل شناسایی کند. توالی اعداد همیشه مثبت است.
نیازی نیست که شماره‌های سریال فقط عددی باشند. آن‌ها ممکن است دارای حروف و نمادهای تایپی دیگر باشند، یا می‌توانند سراسر از یک رشته نویسه تشکیل شده‌باشد.

## کاربردها
شماره‌های سریال هر یک از واحدهای جداگانه‌ای که در غیاب این شماره همه یک‌سان هستند را به صورت آشکاری بارز و مشخص کرده و قابل شناسایی می‌کند. شماره سریال عامل مهم بازدارنده‌ای در برابر سرقت و جعل کالاها است، زیرا می‌توان آن‌ها را ثبت کرد و کالاهای دزدی یا غیرقانونی را می‌توان از این راه شناسایی کرد. از موارد رایج استفادهٔ گسترده از شماره‌های سریال شماره شناسایی خودرو، وسیله‌های الکترونیک و دیگر لوازم هستند. اسکناس و دیگر اسناد قابل انتقال با ارزش، برای کمک به جلوگیری از جعل و ردیابی موارد دزدی، شماره سریال‌های ویژهٔ خود را دارند.
در کنترل کیفیت شماره‌های سریال بسیار ارزشمند هستند، به محض این که نقصی در تولید تعداد خاصی از تولیدات پیدا شود، شماره سریال واحدهای تحت تأثیر قرار گرفته را مشخص خواهد کرد.